# 구마게군 (야마구치현)

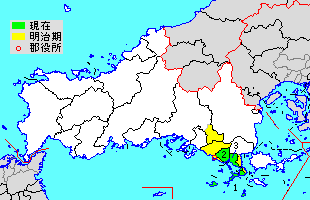
야마구치현 이누카미군의 위치

구마게군(일본어: 熊毛郡, くまげぐん)은 일본 야마구치현 동부의 군이다.
인구 26,360명, 면적 119.7km², 인구밀도 220명/km².(2025년 3월 1일, 추계인구)
이하 3정으로 구성된다.
- 가미노세키정(上関町)
- 다부세정(田布施町)
- 히라오정(平生町)

## 지리
- 내륙~세토 내해로 튀어나온 히라오 반도와 변화가 풍부한 지형이며 근교형 농업과 어업이 주 산업이다.
- 가미노세키 정에는 현재 주고쿠 전력에 의한 원자력 발전소의 건설 계획이 있어 반대파와 추진파의 사이에 정의 행정이 갈라져 있다.

## 역사
- 2003년 4월 21일 - 구마게 정이 도쿠야마 시·신난요 시, 쓰노 군 가노 정과 합병해 슈난시가 성립, 군에서 이탈하였다.
- 2004년 10월 4일 - 야마토 정이 히카리 시와 합병해 히카리시가 성립, 군에서 이탈하였다.